# Europamästerskapen i friidrott 1982
Europamästerskapen i friidrott 1982 var de trettonde europamästerskapen i friidrott och genomfördes 6 september – 12 september 1982 på den nybyggda Olympiastadion i Aten, Grekland. 
Under tävlingarna sattes fyra världsrekord samt därutöver ett europarekord.

## Förkortningar
- WR = Världsrekord
- ER = Europarekord
- CR = Mästerskapsrekord

## Medaljörer, resultat

### Herrar
| Gren               | Guld                                                                             | Guld         | Silver                                                                            | Silver   | Brons                                                                           | Brons    |
| 100 meter          | Frank Emmelmann Östtyskland                                                      | 10,21 (CR)   | Pierfrancesco Pavoni Italien                                                      | 10,25    | Marian Woronin Polen                                                            | 10,28    |
| 200 meter          | Olaf Prenzler Östtyskland                                                        | 20,46        | Cameron Sharpe Storbritannien                                                     | 20,47    | Frank Emmelmann Östtyskland                                                     | 20,60    |
| 400 meter          | Hartmut Weber Västtyskland                                                       | 44,72 (CR)   | Andreas Knebel Östtyskland                                                        | 45,29    | Viktor Markin Sovjetunionen                                                     | 45,30    |
| 800 meter          | Hans-Peter Ferner Västtyskland                                                   | 1.46,33      | Sebastian Coe Storbritannien                                                      | 1.46,68  | Jorma Härkönen Finland                                                          | 1.46,90  |
| 1 500 meter        | Steve Cram Storbritannien                                                        | 3.36,49      | Nikolaj Kirov Sovjetunionen                                                       | 3.36,99  | José Abascal Spanien                                                            | 3.37,04  |
| 5 000 meter        | Thomas Wessinghage Västtyskland                                                  | 13.28,90     | Werner Schildhauer Östtyskland                                                    | 13.30,03 | David Moorcroft Storbritannien                                                  | 13.30,42 |
| 10 000 meter       | Alberto Cova Italien                                                             | 27.41,03     | Werner Schildhauer Östtyskland                                                    | 27.41,21 | Martti Vainio Finland                                                           | 27.42,51 |
| Maraton            | Gerhard Nijboer Nederländerna                                                    | 2:15.16      | Armand Parmentier Belgien                                                         | 2:15,51  | Karel Lismont Belgien                                                           | 2:16.01  |
| 110 meter häck     | Thomas Munkelt Östtyskland                                                       | 13,41        | Andrej Prokofjev Sovjetunionen                                                    | 13,44    | Arto Bryggare Finland                                                           | 13,60    |
| 400 meter häck     | Harald Schmid Västtyskland                                                       | 47,48 (ER)   | Aleksandr Jatsevitj Sovjetunionen                                                 | 48,60    | Uwe Ackermann Östtyskland                                                       | 48,64    |
| 3 000 meter hinder | Patriz Ilg Västtyskland                                                          | 8.18,52      | Bogusław Mamiński Polen                                                           | 8.19,22  | Domingo Ramón Spanien                                                           | 8.20,48  |
| 4 x 100 meter      | Sovjetunionen: Sergej Sokolov Aleksandr Aksinin Andrej Prokofjev Nikolaj Sidorov | 38,60        | Östtyskland: Detlef Kübek Olaf Prenzler Thomas Munkelt Frank Emmelmann            | 38,71    | Västtyskland: Christian Zirkelbach Christian Haas Peter Klein Erwin Skamrahl    | 38,71    |
| 4 x 400 meter      | Västtyskland: Erwin Skamrahl Harald Schmid Thomas Giessing Hartmut Weber         | 3.00,51 (CR) | Storbritannien: Jerzy Wlodarczyk Zbigniew Jaremski Cezary Lapinski Ryszard Podlas | 3.00,67  | Sovjetunionen: Aleksandr Trotsjilo Pavel Rostsjin Pavel Konovalov Viktor Markin | 3.00,79  |
| 20 km gång         | José Marín Spanien                                                               | 1:23.43      | Jozef Pribilinec Tjeckoslovakien                                                  | 1:25.55  | Pavel Blazek Tjeckoslovakien                                                    | 1:26,13  |
| 50 km gång         | Reima Salonen Finland                                                            | 3:55.29      | José Marín Spanien                                                                | 3:59.18  | Bo Gustafsson Sverige                                                           | 4:01.21  |
| Höjdhopp           | Dietmar Mögenburg Västtyskland                                                   | 2,30 (CR)    | Janusz Trzepizur Polen                                                            | 2,27     | Gerd Nagel Västtyskland                                                         | 2,24     |
| Längdhopp          | Lutz Dombrowski Östtyskland                                                      | 8,41 (CR)    | Antonio Corgos Spanien                                                            | 8,19     | Jan Leitner Tjeckoslovakien                                                     | 8,08     |
| Stavhopp           | Aleksandr Krupski Sovjetunionen                                                  | 5,60 (CR)    | Vladimir Poljakov Sovjetunionen                                                   | 5,60     | Atanas Tarev Bulgarien                                                          | 5,60     |
| Trestegshopp       | Keith Connor Storbritannien                                                      | 17,29        | Vasilij Grisjtjenkov Sovjetunionen                                                | 17,15    | Béla Bakosi Ungern                                                              | 17,04    |
| Kulstötning        | Udo Beyer Östtyskland                                                            | 21,50 (CR)   | Janis Bojars Sovjetunionen                                                        | 20,81    | Remigius Bachura Tjeckoslovakien                                                | 20,59    |
| Diskuskastning     | Immrich Bugár Tjeckoslovakien                                                    | 66,64        | Igor Duginets Sovjetunionen                                                       | 65,60    | Wolfgang Warnemünde Östtyskland                                                 | 64,20    |
| Släggkastning      | Jurij Sedych Sovjetunionen                                                       | 81,66 (CR)   | Igor Nikulin Sovjetunionen                                                        | 79,44    | Sergej Litvinov Sovjetunionen                                                   | 78,66    |
| Spjutkastning      | Uwe Hohn Östtyskland                                                             | 91,34        | Heino Puuste Sovjetunionen                                                        | 89,56    | Detlef Michel Östtyskland                                                       | 89,32    |
| Tiokamp            | Daley Thompson Storbritannien                                                    | 8 743 (WR)   | Jürgen Hingsen Västtyskland                                                       | 8 517    | Siegfried Stark Östtyskland                                                     | 8 433    |

### Damer
| Gren           | Guld                                                                 | Guld         | Silver                                                                                   | Silver  | Brons                                                                            | Brons   |
| 100 meter      | Marlies Göhr Östtyskland                                             | 11,01 (CR)   | Bärbel Wöckel Östtyskland                                                                | 11,20   | Rose-Aimée Bacoul Frankrike                                                      | 11,29   |
| 200 meter      | Bärbel Wöckel Östtyskland                                            | 22,04 (CR)   | Kathy Smallwood Storbritannien                                                           | 22,13   | Sabine Rieger Östtyskland                                                        | 22,51   |
| 400 meter      | Marita Koch Östtyskland                                              | 48,16 (WR)   | Jarmila Kratochvílová Tjeckoslovakien                                                    | 48,85   | Taťána Kocembová Tjeckoslovakien                                                 | 50,55   |
| 800 meter      | Olga Minejeva Sovjetunionen                                          | 1.55,41 (CR) | Ludmila Veselkova Sovjetunionen                                                          | 1.55,96 | Margrit Klinger Västtyskland                                                     | 1.57,22 |
| 1 500 meter    | Olga Dvirna Sovjetunionen                                            | 3.57,80 (CR) | Zamira Zaitseva Sovjetunionen                                                            | 3.58,82 | Gabriela Doria Italien                                                           | 3.59,02 |
| 3 000 meter    | Svetlana Ulmasova Sovjetunionen                                      | 8.30,28 (CR) | Maricica Puică Rumänien                                                                  | 8.33,33 | Jelena Sipatova Sovjetunionen                                                    | 8.34,06 |
| Maraton        | Rosa Mota Portugal                                                   | 2:36.03 (CR) | Laura Fogli Italien                                                                      | 2:36.28 | Ingrid Kristiansen Norge                                                         | 2:36.38 |
| 100 meter häck | Lucyna Langer Polen                                                  | 12,45 (CR)   | Jordanka Donkova Bulgarien                                                               | 12,54   | Kerstin Knabe Östtyskland                                                        | 12,54   |
| 400 meter häck | Ann-Louise Skoglund Sverige                                          | 54,58 (CR)   | Petra Pfaff Östtyskland                                                                  | 54,90   | Chantal Réga Frankrike                                                           | 54,94   |
| 4 x 100 meter  | Östtyskland: Gesine Walther Bärbel Wöckel Sabine Rieger Marlies Göhr | 42,19 (CR)   | Storbritannien: Wendy Hoyte Kathryn Smallwood Beverley Callender Shirley Thomas          | 42,66   | Frankrike: Laurence Bily Marie-Christine Cazier Rose-Aimée Bacoul Liliane Gachet | 42,68   |
| 4 x 400 meter  | Östtyskland: Kirsten Siemon Sabine Busch Dagmar Rübsam Marita Koch   | 3.19,05 (WR) | Tjeckoslovakien: Vera Tylová Milena Matejkovjcová Taťána Kocembová Jarmila Kratochvílová | 3.22,17 | Sovjetunionen: Jelena Korban Irina Olchovnikova Olga Minejeva Irina Baskakova    | 3.22,79 |
| Höjdhopp       | Ulrike Meyfarth Västtyskland                                         | 2,02 (WR)    | Tamara Bykova Sovjetunionen                                                              | 1,97    | Sara Simeoni Italien                                                             | 1,97    |
| Längdhopp      | Valeria Ionescu Rumänien                                             | 6,79         | Anisoara Cusmir Rumänien                                                                 | 6,73    | Jelena Ivanova Sovjetunionen                                                     | 6,73    |
| Kulstötning    | Ilona Slupianek Östtyskland                                          | 21,59 (CR)   | Helena Fibingerová Tjeckoslovakien                                                       | 20,94   | Nunu Abasjidze Sovjetunionen                                                     | 20,82   |
| Diskuskastning | Tsvetanka Christova Bulgarien                                        | 68,34        | Maria Vergova Bulgarien                                                                  | 67,94   | Galina Savinkova Sovjetunionen                                                   | 67,82   |
| Spjutkastning  | Anna Verouli Grekland                                                | 70,02 (CR)   | Antje Kempe Östtyskland                                                                  | 67,94   | Sofia Sakorafa Grekland                                                          | 67,04   |
| Sjukamp        | Ramona Neubert Östtyskland                                           | 6 664 (CR)   | Sabine Möbius Östtyskland                                                                | 6 594   | Sabine Everts Västtyskland                                                       | 6 418   |

## Medaljfördelning
| Medaljfördelning |                 |      |        |       |        |
| Plats            | Land            | Guld | Silver | Brons | Totalt |
| 1                | Östtyskland     | 13   | 8      | 7     | 28     |
| 2                | Västtyskland    | 8    | 1      | 4     | 13     |
| 3                | Sovjetunionen   | 6    | 12     | 7     | 25     |
| 4                | Storbritannien  | 3    | 5      | 1     | 9      |
| 5                | Tjeckoslovakien | 1    | 4      | 4     | 9      |
| 6                | Italien         | 1    | 2      | 2     | 5      |
|                  | Spanien         | 1    | 2      | 2     | 5      |
|                  | Polen           | 1    | 2      | 2     | 5      |
| 9                | Bulgarien       | 1    | 2      | 1     | 4      |
| 10               | Rumänien        | 1    | 2      | -     | 3      |
| 11               | Finland         | 1    | -      | 3     | 4      |
| 12               | Grekland        | 1    | -      | 1     | 2      |
|                  | Sverige         | 1    | -      | 1     | 2      |
| 14               | Nederländerna   | 1    | -      | -     | 1      |
|                  | Portugal        | 1    | -      | -     | 1      |
| 16               | Belgien         | -    | 1      | 1     | 2      |
| 17               | Frankrike       | -    | -      | 3     | 3      |
| 18               | Norge           | -    | -      | 1     | 1      |
|                  | Ungern          | -    | -      | 1     | 1      |